# Barbara Janke, Baroness Janke

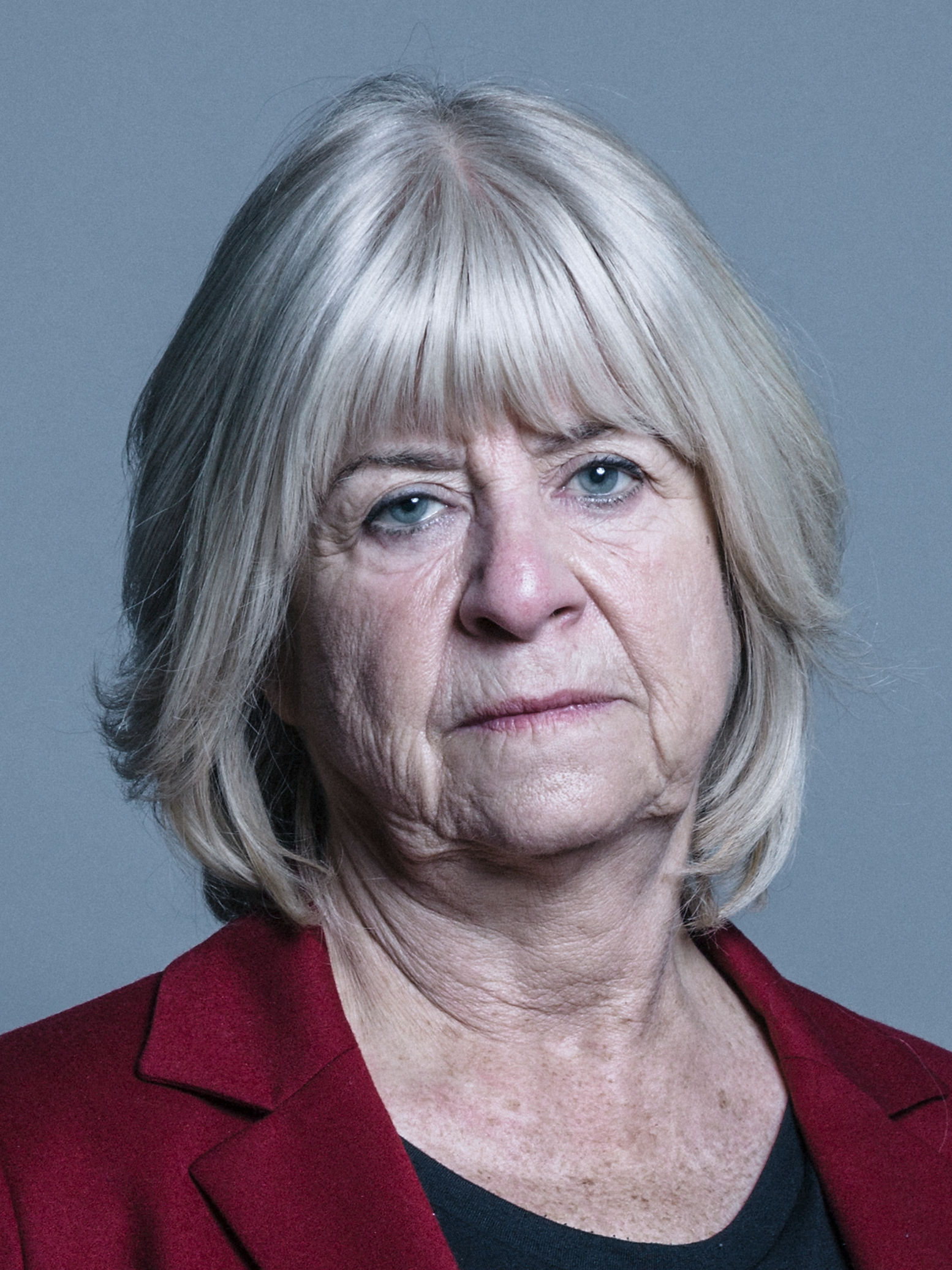
Barbara Janke, Baroness Janke

Barbara Lilian Janke, Baroness Janke (* 5. Juni 1947 in Liverpool) ist eine britische Politikerin und Life Peer.

## Leben
Janke trat 1978 den Liberal Democrats bei. 1981 schloss sie ein Studium der Wirtschaftswissenschaften und Politik an der Open University ab und arbeitete anschließend als Lehrerin für Moderne Sprachen und Wirtschaft in London, Paris und der Gegend um Bristol. Sie ist außerdem Lehrerin für Englisch als Fremdsprache.
1986 wurde sie in den Rat von Kingston upon Thames gewählt, in welchem sie 1987 Parteisprecherin für Bildung und im Jahr darauf stellvertretende Fraktionsvorsitzende der Liberal Democrats wurde. Sie gehörte dem Rat bis 1994 an. 1992 kandidierte sie bei den Wahlen zum House of Commons, war im Wahlbezirk Surbiton jedoch gegen Richard Tracey von der Conservative Party unterlegen. 1994 arbeitete sie für den Parlamentsabgeordneten Don Foster, im Jahr darauf zog sie nach Bristol, wo sie in den Stadtrat gewählt wurde. 1997 wurde sie dort als Nachfolgerin von Stephen Williams Fraktionsvorsitzende. Janke war insgesamt drei Mal Vorsitzende des Stadtrates von Bristol: von 2003 bis 2004, von 2005 bis 2007 und zuletzt von 2009 bis zu ihrem Rücktritt 2012.
Am 24. September 2014 wurde sie als Baroness Janke, of Clifton in the City and County of Bristol, zum Life Peer erhoben. Sie ist seither Mitglied des House of Lords.
Janke ist verheiratet und hat zwei Kinder.